# Rozdział Kościoła od państwa w Niemczech
Republika Federalna Niemiec jest państwem świeckim. Stanowi przykład rozdziału Kościoła od państwa w modelu skoordynowanym, wprowadzonym mocą konstytucji weimarskiej z 1919 roku.

## Historia
Relacje między państwem a kościołem to ważna część prawa wyznaniowego, która znajduje odzwierciedlenie w naczelnych aktach prawa państwowego.
System skoordynowanego rozdziału kościoła od państwa niemieckiego pojawił się po raz pierwszy w konstytucji weimarskiej z 1919 r. Artykuł 137§1 stanowił: „Nie ma kościoła państwowego.” Władcy poszczególnych landów, jak i organy państwowe straciły możliwość decydowania o sprawach wszystkich kościołów. Konstytucją wprowadzono też podatek kościelny – artykuł 137§6 stanowił: „Towarzystwa religijne, które są przedsiębiorstwami publicznymi, są uprawnione do nakładania podatków na podstawie wykazu podatków cywilnych zgodnie z przepisami prawa krajowego.”

## Uregulowania prawne
Republika Federalna Niemiec jako państwo członkowskie Unii Europejskiej podlega aktom wydawanym przez jej organy. Na podstawie klauzuli kościelnej Traktatu Amsterdamskiego każde państwo członkowskie jest uprawnione do regulowania we własnym zakresie spraw związanych ze statusem kościołów i związków wyznaniowych.
Podstawowym aktem Republiki Federalnej Niemiec, który odnosi się do kwestii wolności wyznania i stosunku państwa do kościołów i związków wyznaniowych jest Ustawa Zasadnicza Republiki Federalnej Niemiec z 23 maja 1949 roku.
Artykuł 4 Konstytucji stanowi:
1) Wolność wyznania, sumienia i wolnego wyboru przekonania religijnego i światopoglądowego jest nienaruszalna.
2) Zapewnia się wolność wykonywania praktyk religijnych.
3) Nikt nie może zostać zmuszony wbrew swojemu przekonaniu do służby wojskowej z bronią w ręku. Szczegóły reguluje ustawa.
Artykuł 7:
2) Rodzice i opiekunowie mają prawo do podjęcia decyzji o uczestnictwie dziecka w lekcjach religii.
3) Lekcje religii stanowią normalny przedmiot nauczania w szkołach publicznych z wyjątkiem szkół niewyznaniowych. Niezależnie od nadzoru państwa lekcje religii odbywają się w zgodzie z zasadami wspólnot wyznaniowych. Żaden nauczyciel nie może zostać zmuszony do nauczania religii wbrew swojej woli.
Artykuł 140:
Postanowienia Art. 136, 137, 138, 139 i 141 konstytucji niemieckiej z 1 sierpnia 1919 są częścią składową niniejszej Ustawy Zasadniczej.
Aktualnie obowiązująca konstytucja powieliła więc przepisy Konstytucji Weimarskiej dotyczące między innymi podatku kościelnego.
Sprawy z zakresu statusu kościołów i związków wyznaniowych regulują także umowy zawierane pomiędzy kościołami a państwem, w tym Konkordat z 1933 roku.

## Cechy charakterystyczne
Republika Federalna Niemiec w kwestii relacji państwo-kościół przedstawia model separacji skoordynowanej. System ten opiera się na trzech filarach – neutralności, tolerancji, równości.
Neutralność oznacza, że organy państwowe muszą być neutralnie w kwestiach światopoglądowych – dotyczy to zarówno ich własnego działania, jak i sprawach indywidualnych obywateli. Neutralność oznacza także, że nie istnieje kościół państwowy, tak jak ma to miejsce na przykład w Wielkiej Brytanii. Z tą zasada wiąże się także obowiązek bezstronności państwa.
Tolerancja oznacza, że państwo uznaje każdą prawnie działającą organizację religijną, kościół, związek wyznaniowy i tym podobne. Tolerancja pozwala na różnorodność i współistnienie wielu religii w państwie. Zasada ta zakłada, że żaden obywatel nie może być dyskryminowany z powodu przekonań religijnych.
Równość oznacza, że wszystkie religie, jak również bezwyznaniowość są sobie równe. Państwo nie przyznaje uprzywilejowanej pozycji żadnemu z kościołów ani związków wyznaniowych.
Według danych z 31.12.2016 roku 36,2% respondentów zadeklarowało bezwyznaniowość, 28,5% przynależność do kościołów rzymskokatolickich, 26,5% do kościołów ewangelickich, 4,9% do islamu, 3,9% zadeklarowało inną przynależność religijną.
Niemiecka władza nie ma prawa do dyskryminacji ani ze względu na bezwyznaniowość, ani ze względu na przynależność do którejkolwiek z religii, nawet jeśli jest to religia dominująca.
W odróżnieniu od modelu separacji czystej, który występuje między innymi w Stanach Zjednoczonych, w modelu tym podkreśla się rolę współdziałania. Państwo i Kościół tworzą odrębne, niezależne byty prawne, ale istnieje szereg spraw, w których dopuszcza się możliwość ich współdziałania.
Najistotniejszym elementem separacji skoordynowanej w Republice Federalnej Niemiec jest uznanie autonomii związków wyznaniowych. Podstawowe cechy tej autonomii są następujące:
1) związki wyznaniowe mają zdolność do rządzenia się własnym prawem,
2) wewnętrzna sfera prawna związków wyznaniowych nie jest w jakikolwiek sposób uzależniona od prawodawstwa państwowego.
Państwo i kościoły działają niezależnie od siebie, jedno nie może ingerować w kompetencje drugiego, jednak nie wyklucza to wspólnych płaszczyzn działania, gdzie oba te podmioty mogą współdziałać ze sobą, a niekiedy jest to nawet pożądane.
Niemiecki model rozdziału dopuszcza m.in. nauczanie religii w szkołach publicznych, możliwość erygowania fakultetów teologicznych na uczelniach państwowych, możliwość pobierania podatku kościelnego przy pomocy organów państwowych, możliwość sprawowania opieki duszpasterskiej w wojsku, zakładach karnych i szpitalach.

## Podatek kościelny (Kirchensteuer)
Cechą relacji państwo-kościół w Republice Federalnej Niemiec jest również obowiązek uiszczania podatku kościelnego przez członków danego kościoła. Jedyna możliwość zwolnienia z podatku to wystąpienie z kościoła. Tłumaczyłoby to tak wysoki wskaźnik ateistów. Państwo i kościoły współdziałają w tym zakresie.
Około 80% całego budżetu Kościoła katolickiego i Kościołów protestanckich jest pokrywane z podatku kościelnego. Na podstawie urzędowych list podatkowych wspólnoty wyznaniowe, które są korporacjami prawa publicznego, mają prawo nakładać podatek. Skorzystały z tej możliwości duże Kościoły, ale także mniejsze wspólnoty wyznaniowe ze statusem korporacji publicznej, takie jak gminy żydowskie czy katolicki Kościół chrystusowy.
Kolejne ważne źródło dochodów dla niektórych instytucji działających w ramach wspólnot wyznaniowych wynika z tego, że stanowią one część ogólnie finansowanych systemów publicznych, na równi z innymi prywatnymi instytucjami. Dotyczy to szkół wyznaniowych, które należą do publicznego systemu szkolnego. Szpitale prowadzone przez wspólnoty religijne są częścią systemu finansowania szpitali, w dużej mierze publicznego, zasilanego głównie ze składek na ubezpieczenie zdrowotne.
Wspólnoty wyznaniowe korzystają także z wielu zwolnień podatkowych. Podatek kościelny i darowizny na rzecz wspólnoty wyznaniowej na cele charytatywne mogą być odliczane od podstawy opodatkowania, podobne zasady dotyczą darowizn dla organizacji non profit. Wspólnoty wyznaniowe nie muszą także płacić niektórych podatków i ceł. Szczegóły zależą od prawa obowiązującego w danej dziedzinie i od przepisów poszczególnych krajów związkowych.

## Kontrowersje
W wyroku Europejskiego Trybunału Praw Człowieka z dnia 6 kwietnia 2017 roku w sprawie Klein i inni przeciwko Niemcom, Trybunał stwierdził brak naruszenia art. 9 Europejskiej Konwencji Praw Człowieka – wolność sumienia i wyznania – podatki i opłaty nakładane przez niemieckie kościoły. Skarżący w skardze podnosili, że państwo niemieckie łamie art. 9 Konwencji poprzez nałożenie obowiązku uiszczania podatku kościelnego przy wspólnym rozliczaniu się małżonków. Trybunał uznał, że nie doszło do naruszenia tego przepisu, ponieważ podatek kościelny należy do spraw objętych zakresem działania kościoła, a nie państwa, które zostało oskarżone.